# 春日野道站 (阪急)
春日野道站（日语：／ Kasuganomichi eki */?）是位於兵庫縣神戶市中央區國香通，屬於阪急電鐵神戶本線的車站。車站編號為HK-15。

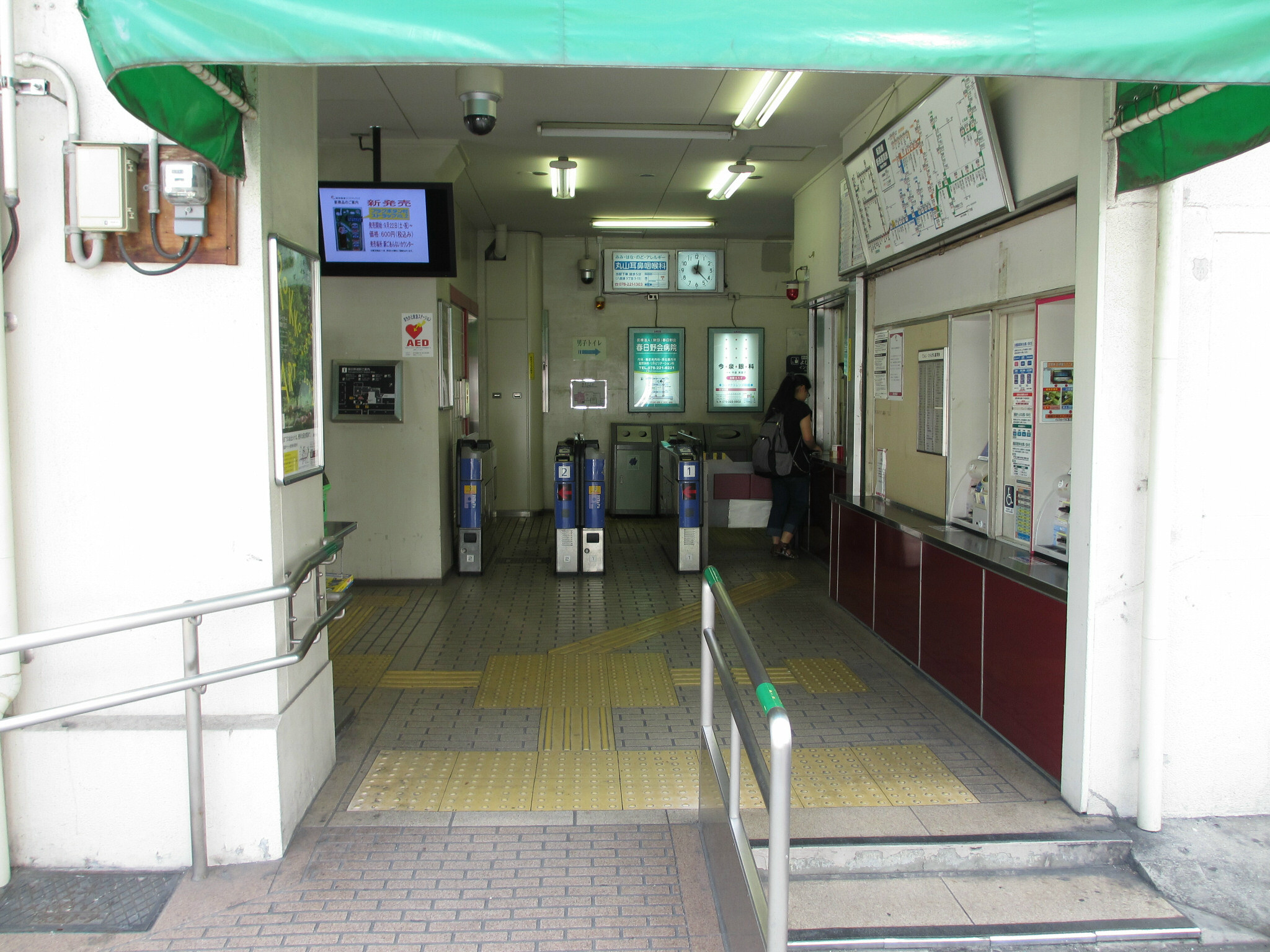
驗票口(2013年10月)

## 歷史
- 1936年（昭和11年）4月1日 - 隨阪神急行電鐵（當時的社名）神戶線的神戶站（現在的神戶三宮站）延伸而開業[3]。
- 1945年（昭和20年）6月 - 停止營運[2]。
- 1946年（昭和21年）5月15日 - 重新營運[2]。
- 1948年（昭和23年）9月8日 - 13時35分時，發生列車追撞事故。一輛急行列車追撞另一輛停在本站東方100公尺高架線上，往大阪梅田方向的普通電車。[4]。
- 1968年（昭和43年）4月7日 - 隨著神戶高速鐵道的開通，可和山陽電氣鐵道的列車直通運轉[3]。
- 1995年（平成7年）
  - 1月17日 - 受到阪神大地震的關係而停止營運[2]。
  - 3月13日 - 王子公園站 - 三宮站間復駛[3]。往返於御影站 - 三宮站之間的普通列車開始營運。
  - 6月1日 - 岡本站 - 御影站間復駛[3]。往返於夙川站 - 神戶高速鐵道新開地站之間的普通列車開始營運。
  - 6月12日 - 西宮北口站 - 夙川站間復駛，全線開通[3]。
- 1998年（平成10年）2月15日 - 終止與山陽電氣鐵道的直通運轉[3]。
- 2013年（平成25年）12月21日 - 導入車站編號[5][6]。

## 車站構造
本站為島式月台1面2線的高架車站，與東海道本線（JR神戶線）並行。由於沒有轉轍器與絕對信號機，因此被分類為停留所。

### 月台配置
| 月台 | 路線     | 方向 | 目的地                            |
| ---- | -------- | ---- | --------------------------------- |
| 1    | 神戶本線 | 下行 | 往 神戶（三宮）・新開地・山陽電鐵 |
| 2    | 神戶本線 | 上行 | 往 大阪梅田・西宮北口・京都・寶塚 |

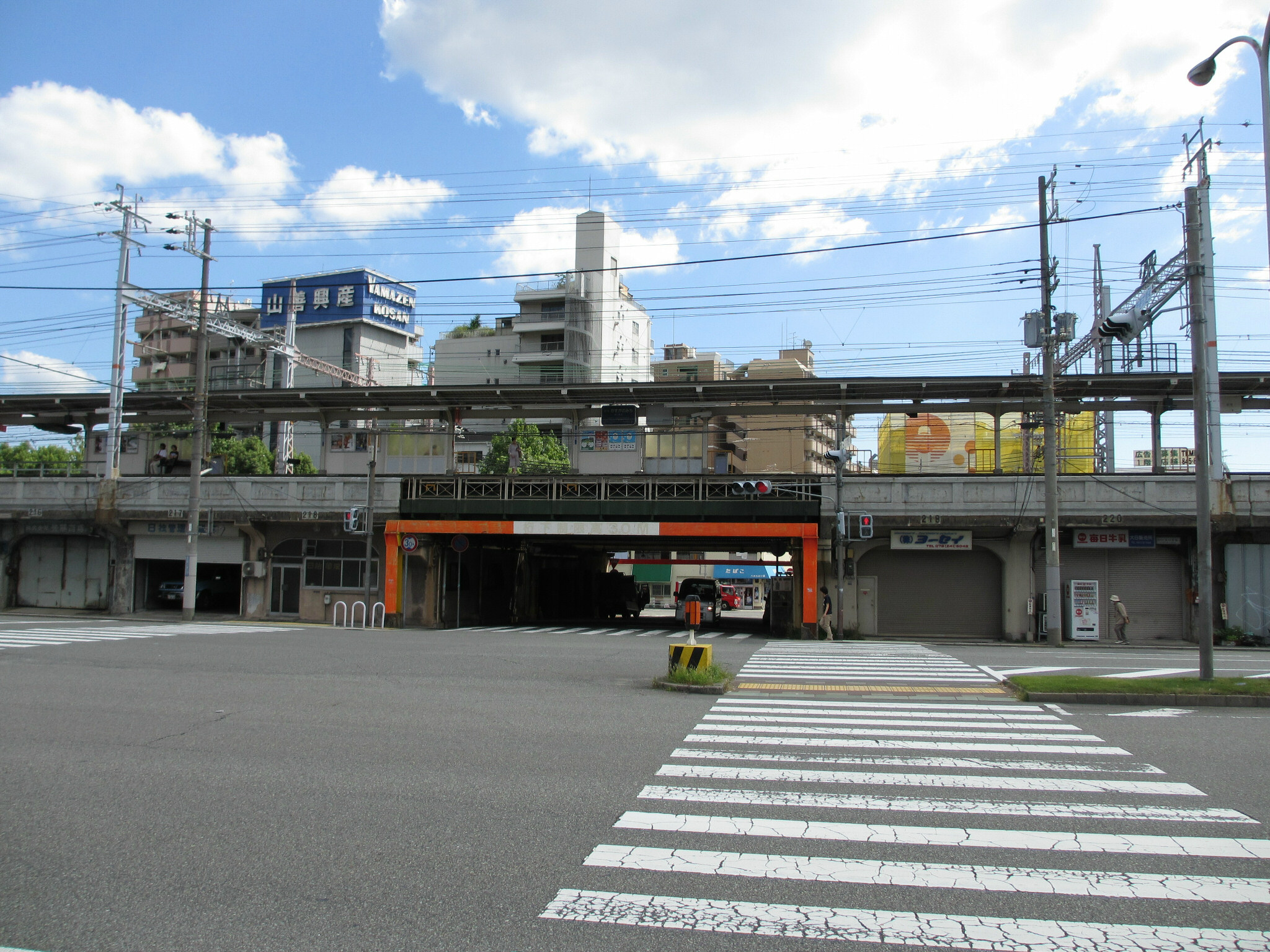
車站遠景(2013年10月)
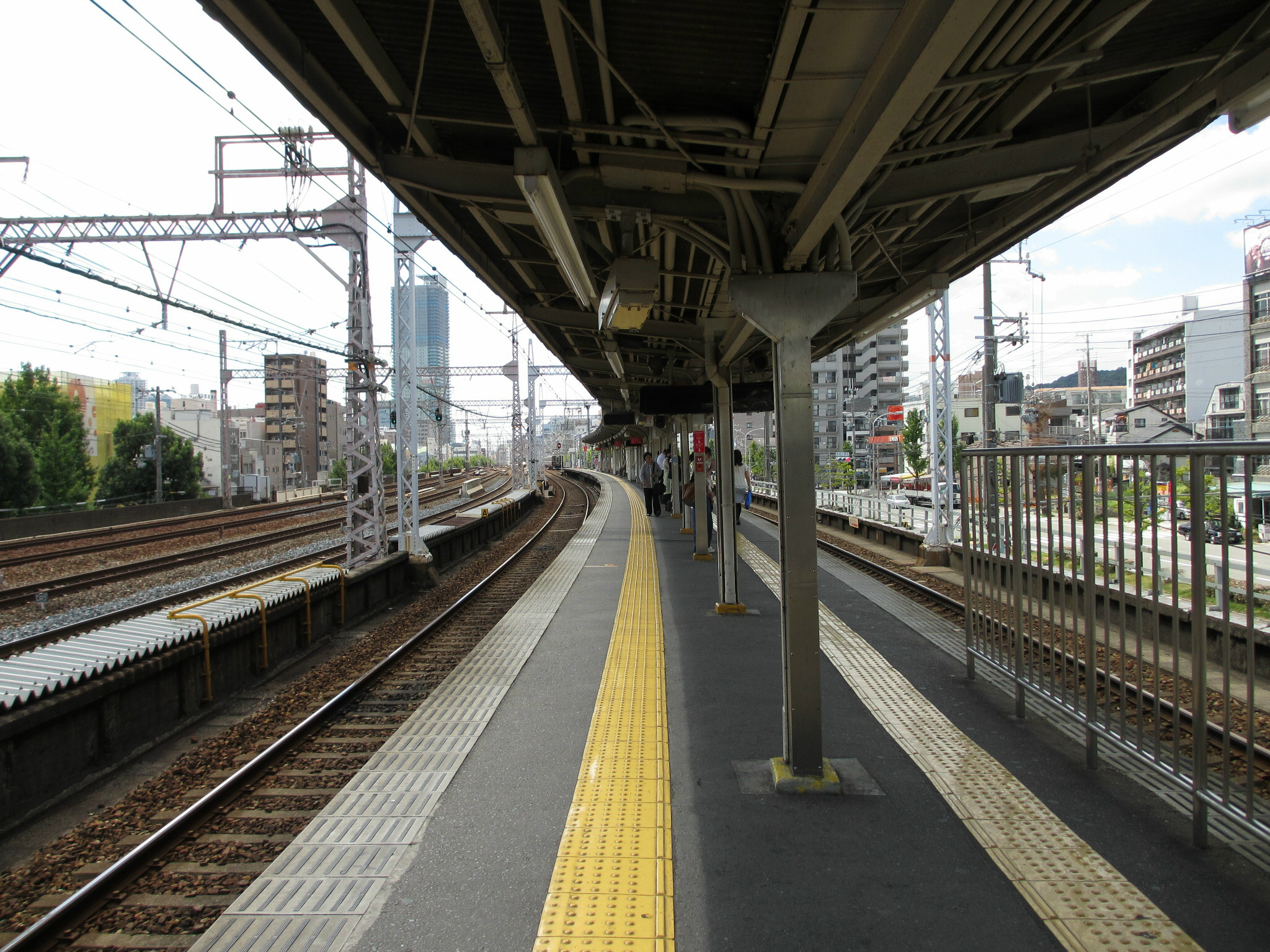
月台(2013年10月)

## 車站周邊
阪神電氣鐵道也有一個名為春日野道站的車站，兩站直線距離約450公尺。
- 春日野商店街 - 連結阪神春日野道站和本站的商店街[2]。
- 春日野坂商店街
- 大日商店街
- 中西市場
- 大安亭市場[2]
- 神戶春日野郵局
- 神戶市立春日野小學校
- 神戶市立葺合中學校
- 神戸市立科學技術高等學校
- 神戶市立神戶工科高等學校
- 神鋼醫院
- 神戶平成醫院

### 公車路線
最近的公車站是阪急春日野道站，由神戶市巴士營運的路線如下。
- 101系統 往 三宮站

## 相鄰車站
阪急電鐵
 神戶本線
■特急、■通勤特急、■快速急行
通過
■急行、■通勤急行、■普通
王子公園（HK-14）－春日野道（HK-15）－神戶三宮（HK-16）

## 外部連結
- {{{name}}} - 阪急電鐵